# Jan de la Fontaine
Jan de la Fontaine (Amsterdam, 23 april 1684 (gedoopt) - Beverwijk, 6 mei 1741) was een gouverneur van de Nederlandse Kaapkolonie.

## Biografie
Jan de la Fontaine was een zoon van de Amsterdamse koopman Jacobus de la Fontaine en Barbara van der Burgh.
De la Fontaine diende als gouverneur van de Nederlandse Kaapkolonie van 1730 tot 1737. Hij diende al eerder als waarnemend gouverneur van 1724 tot 1727 na de dood van gouverneur Maurits Pasques de Chavonnes en nogmaals van 1729 tot 1730 na de dood van gouverneur Pieter Gijsbert Noodt. De la Fontaine arriveerde in 1710 in Zuid-Afrika en diende al 20 jaar voor de Vereenigde Oostindische Compagnie toen hij in 1730 als volwaardig gouverneur van de Kaapkolonie werd aangesteld. 
In 1711 trouwde hij met Maria Elisabeth de Man (1690-1730), een in Kaapstad geboren dochter van Andries de Man, vice-gouverneur van de Kaapkolonie. Ze zouden een dochter en een zoon krijgen. Hij was een liefhebber van muziek en liet voor zijn dochter het eerste kerkorgel van Zuid-Afrika bouwen. De la Fontaine was populair bij zijn burgers en ambtenaren en stond bekend als "de man met het lachende gezicht". In 1737 vertrok hij naar Nederland en werd hij opgevolgd door Adriaan van Kervel. Hij ging wonen in de buitenplaats Westerhout bij Beverwijk en overleed daar in 1741.